# رحیم خان سارانی
رحیم خان سارانی روستایی در دهستان ادیمی بخش مرکزی شهرستان نیمروز استان سیستان و بلوچستان ایران است. بر پایه سرشماری عمومی نفوس و مسکن در سال ۱۳۹۰ جمعیت این روستا ۴۲ نفر (در ۱۲ خانوار) بوده است.